# Elezioni generali in Sudan del 2015
Le elezioni generali in Sudan del 2015 si tennero dal 13 al 27 aprile per l'elezione del Presidente e il rinnovo del Parlamento.
Esse hanno visto la riconferma del Presidente uscente al-Bashir e del suo Partito del Congresso Nazionale poi destituiti, nell'aprile 2019, a seguito di un colpo di Stato.

## Risultati

### Elezioni presidenziali
| Candidati                            | Partiti                                | Voti      | %     |
| ------------------------------------ | -------------------------------------- | --------- | ----- |
| Omar Hasan Ahmad al-Bashir           | Partito del Congresso Nazionale        | 5 252 478 | 94,05 |
| Fadl el-Sayed Shuiab                 | Partito della Verità Federale          | 79 779    | 1,43  |
| Fatima Abdel Mahmoud                 | Unione Socialista Democratica Sudanese | 47 653    | 0,85  |
| Mohamed Elhassan Mohamed             | Partito della Riforma Nazionale        | 42 399    | 0,76  |
| Abdul Mahmoud Abdul Jabar Rahamtalla | Unione delle Forze Nazionali           | 41 134    | 0,74  |
| Hamdi Hassan Ahmed                   | Indipendente                           | 18 043    | 0,32  |
| Mohamed Ahmed Abdul Gadir Al Arbab   | Indipendente                           | 16 966    | 0,30  |
| Yasser Yahiya Salih Abdul Gadir      | Indipendente                           | 16 609    | 0,30  |
| Khairi Bakhit                        | Indipendente                           | 11 852    | 0,21  |
| Adel Dafalla Jabir                   | Indipendente                           | 9 435     | 0,17  |
| Mohamed Awad Al Barow                | Indipendente                           | 9 388     | 0,17  |
| Asad Al Nil Adel Yassin Al Saafi     | Indipendente                           | 9 359     | 0,17  |
| Alam Al Huda Ahmed Osman Mohamed Ali | Indipendente                           | 8 133     | 0,15  |
| Ahmed Al Radhi Jadalla Salem         | Indipendente                           | 7 751     | 0,14  |
| Isaam Al Ghali Tajj Eddin Ali        | Indipendente                           | 7 587     | 0,14  |
| Omar Awad Al Karim Hussein Ali       | Indipendente                           | 6 297     | 0,11  |
| Totale                               | Totale                                 | 5 584 863 | 100   |

### Elezioni parlamentari
| Liste                                     | Parte proporzionale | Parte proporzionale | Parte proporzionale | Seggi riservati | Seggi riservati | Seggi riservati | Collegi | Totale seggi |
| Liste                                     | Voti                | %                   | Seggi               | Voti            | %               | Seggi           | Collegi | Totale seggi |
| ----------------------------------------- | ------------------- | ------------------- | ------------------- | --------------- | --------------- | --------------- | ------- | ------------ |
| Partito del Congresso Nazionale           | 3.915.590           | 78,32               | 67                  | 4.321.901       | 83,37           | 107             | 149     | 323          |
| Partito Unionista Democratico - Originale | 218.120             | 4,36                | 4                   | 249.768         | 4,82            | 6               | 15      | 25           |
| Partito della Nazione                     | 214.531             | 4,29                | 4                   | N.D.            | N.D.            | N.D.            | 2       | 6            |
| Partito Unionista Democratico             | 114.806             | 2,30                | 2                   | 137.265         | 2,65            | 3               | 10      | 15           |
| Partito della Nazione Federale            | 79.292              | 1,59                | 1                   | 107.102         | 2,07            | 3               | 3       | 7            |
| Partito della Libertà e della Giustizia   | 60.373              | 1,21                | 1                   | 36.899          | 0,71            | 1               | 1       | 3            |
| Partito della Nazione Unita               | 49.923              | 1,00                | 1                   | 63.770          | 1,23            | 2               | 1       | 4            |
| Altri                                     | 346.897             |                     | 5                   | 267.414         |                 | 6               | 32      | 43           |
| Totale                                    | 4.999.532           |                     | 85                  | 5.184.119       |                 | 128             | 213     | 426          |